# Кат

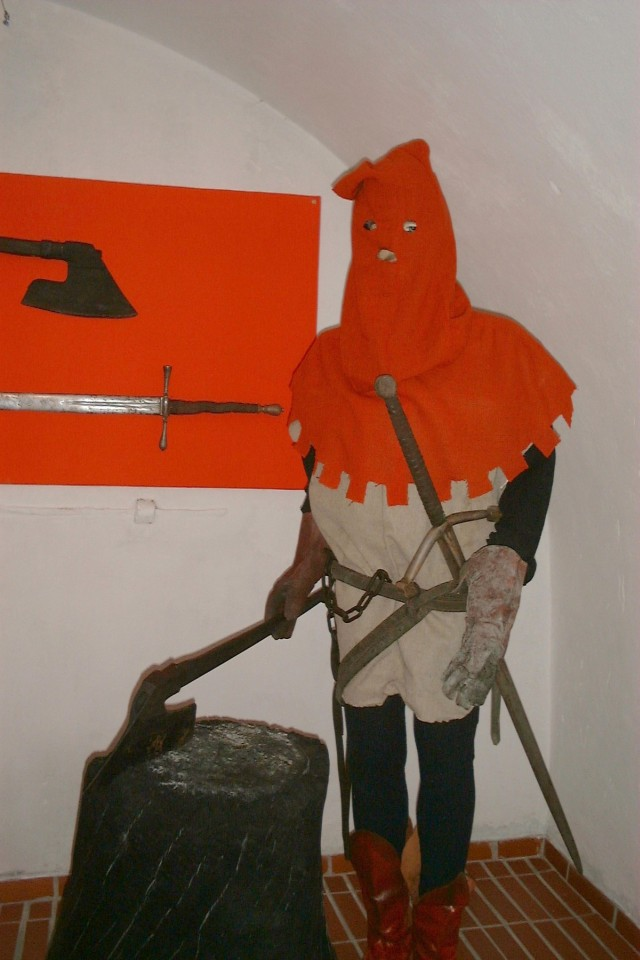
Фігура ката в музеї тортур (Польща).

Кат (пол. kat від діал.-прасл. *katъ, можливо пов'язаним з катати, або бав. kat(е)) — особа, що виконує вирок про страту або тілесне покарання.

## Поява катів
Перші згадки посади ката зустрічаються в документах 13 століття. Проте монополія на виконання вироків катом встановилася тільки з 16 століття: до цього вирок могли виконувати будь-які інші люди. У ранньому середньовіччі суд вершив феодал або його представник, спираючись на місцеві традиції. Спочатку здійснення покарання повинні були здійснювати самі судді, їх помічники, постраждалі, випадково найняті люди і т. д.
Основою дізнання був допит свідків. Спірні питання вирішувалися за допомогою системи ордалій або «божого суду». Це досягалося шляхом проведення поєдинку, за принципом «хто переміг, той і має рацію». Битися повинні були або самі обвинувач і підозрюваний, або їх представники (родичі, найняті і т. д.). Іншою формою ордалій були фізичні випробування, наприклад, узяти в руку розжарений метал або опустити руку в кип'яток. Пізніше за кількістю і ступенем опіків суддя визначав волю Бога.
З посиленням центральної влади і розвитком міст, виникає система професіональнішого суду. З розвитком судочинства ускладнюються і покарання: разом із старими формами покарання, такими як вергельд (штраф) і проста страта, з'являються нові, як наприклад, шмагання батогами, відсікання кінцівок, таврування, колесування тощо. У деяких місцях зберігалася ідея «око за око»: якщо людина нанесла яке-небудь тілесне ушкодження, наприклад, якщо злочинець зламав потерпілому руку, то теж і злочинцеві потрібно було зламати руку.
За таких умов потрібен був фахівець, здатний провести процедуру покарання, причому так, щоб засуджений не загинув, якщо він був засуджений тільки на покарання, та вижив до того, як будуть виконані всі призначені судом тортури. Як і раніше необхідні були процедури допиту, примусивши підозрюваного дати свідчення, але при цьому не допустити непритомнення і особливо смерті підозрюваного під час допиту.

## Соціальний стан
Офіційно робота ката вважалася професією, як і будь-які інші. Кат був службовцем, частіше міським, але іноді він міг знаходитися на службі якого-небудь феодала. Він відповідав за виконання різних вироків суду, а також проведення тортур. Кат був саме виконавцем; за своєю волею не міг провести тортури: зазвичай його діями керував представник суду.
Кат отримував платню, іноді будинок для проживання. У деяких випадках катам, як і іншим службовцям, оплачувала форма: іноді це була загальна уніформа міських службовців, іноді особливий одяг, що підкреслює значення ката. Велика частина інструментів (диба, інші пристосування і т. д.) оплачувалися і належали місту. Символом ката у Франції був спеціальний меч з округлим лезом, призначений тільки для відрубування голів; у Росії — батіг. Маску реальний кат зазвичай не надягав. Маска, правда, була на катові при страті англійського короля Англії Карла І, але це був одиничний випадок.
Зазвичай посада ката або успадковувалася, або займалася під загрозою кримінального переслідування: існувала практика що засуджений міг отримати амністію, якщо погодився сам стати катом. Для цього необхідно було, щоб місце ката було вакантне, — не всім засудженим могли запропонувати такий вибір. Звачайно, перш ніж стати катом, претендент повинен був довгий час пропрацювати підмайстром та повинен був володіти чималою фізичною силою і значними знаннями про людське тіло. Для підтвердження своїх умінь, кандидат, як і в інших середньовічних професіях, повинен був виконати «шедевр», тобто виконати свої обов'язки під наглядом старши́х. Якщо кат відходив у відставку, він був зобов'язаний запропонувати місту кандидатуру на свій пост.
Іноді, окрім ката, були і інші суміжні посади: у Парижі, наприклад, крім самого ката, в каральну команду входили його помічник, що відповідав за тортури, і тесляр, що спеціально займався будівництвом ешафота тощо.
Згідно із законом кат вважався звичайним службовцем — і відношення до нього було відповідним. До речі, кат нерідко міг добре заробляти, але робота ката вважалася украй малошанованим заняттям: за своїм положенням він недалеко відставав від нижчих шарів суспільства, з якими навіть випадкове зіткнення з катом було неприємне — від повії, актора і т. п. Саме тому у ката часто вимагали носити формений одяг особливого крою або кольору; у Парижі, наприклад, — це був синій колір).
Для дворянина сам факт поїздки у возі ката вважався образливим. Навіть якщо засудженого звільняли, сам його проїзд у возі ката завдавав величезного збитку його честі. Відомий є випадок, коли кат, назвавшись міським службовцем, був прийнятий в будинку дворянки; пізніше, вже дізнавшись хто він саме, дворянка подала на ката до суду, оскільки відчувала себе ображеною — і, хоч вона програла процес, сам факт став вельми показовим. Іншим разом група п'яних молодих дворян, почувши, що в будинку, мимо якого вони проходили, звучить музика, уломлювалася туди; проте, дізнавшись, що потрапили на весілля ката, сильно зніяковіли — лише один залишився і навіть попросив показати йому меч. Тому кати зазвичай спілкувалися і одружувалися в колі близьких їм за положенням професій — могильники, шкуродери і подібні. Так виникали цілі династії катів, як наприклад Сансони у Франції.
Кат нерідко ризикував бути побитим: така загроза зростала за межею міста або в період проведення крупних ярмарків, коли в місті з'являлося багато випадкових людей, які могли не боятися переслідування місцевих властей. У багатьох областях Німеччини, існувало правило, що якщо хтось, наприклад, муніципалітет невеликого міста, наймав ката, він був зобов'язаний забезпечити його охороною — і навіть внести спеціальну заставу. Бували випадки, коли катів вбивали: це міг зробити як і натовп, незадоволений проведенням страти, так і злочинці.
У Литовському статуті термін «екзекутор» уживано для означення виконавців тестаментів (заповітів) духовних осіб; у Російській імперії екзекутор називали дрібного чиновника, який відав господарськими справами і наглядом за зовнішнім порядком у державній установі.

## Додаткові заробітки
Оскільки кат вважався міським службовцем, він отримував фіксовану оплату за таксою, встановленою владою. Крім того, катові віддавалися всі речі, що надіті від поясу жертви і нижче. Пізніше в його розпорядження став передаватися весь одяг. Оскільки страти проводилися переважно в особливо оголошені дні, заробітку у ката було небагато. Іноді міський кат виїжджав в сусідні невеликі містечка для виконання своїх функцій на замовлення місцевої влади. Щоб дати катові можливість заробити і не платити йому за простій, за ним часто закріплювалися й інші функції. Які конкретно, залежало як від місцевих традицій, так і від розмірів міста. Серед них найчастіше зустрічалися такі:
- по-перше, кат зазвичай здійснював нагляд за міськими повіями, природно збираючи з них фіксовану плату. Фактично він був власником борделя — і відповідав також за поведінку повій перед міською владою. Практика ця була дуже поширена до 15 століття, пізніше від неї поступово відмовилися;
- по-друге, іноді кат відповідав за чищення суспільних убиралень, виконуючи роботу золотаря. Ці функції були закріплені за ними в багатьох містах до кінця 18 століття;
- по-третє, катові випадало і виконувати роботу шкуродера, тобто, займатися виловом бродячих собак та видаляти з міста трупи тварин та виганяти прокажених. Якщо в місті були професійні шкуродери, вони часто були зобов'язані виступати як помічники ката. До речі, зі зростанням міст протягом часу в ката з'являлося все більше роботи, і він поступово позбавлявся від додаткових функцій. Відомо, наприклад, що у Львові кат займався вивезенням міського сміття, тобто працював ще й сміттярем.

Поряд з цими роботами кат нерідко надавав населенню інші послуги. Він торгував частинами трупів і зіллям, виготовленими з них, а також різними деталями, що відносяться до страти. Такі речі, як «рука слави» (кисть, відрубана у повішеного злочинця) та шматок мотузки, на якому був повішений злочинець, часто вимагалися в різних книгах з магії й алхімії того часу.
Нерідко кат виступав в ролі лікаря оскільки за родом своєї діяльності, кат повинен добре розбиратися в анатомії людини. До того ж, на відміну від лікарів того часу, у нього був вільний доступ до трупів — і тому він добре розбирався в різних травмах і хворобах. Репутація катів як хороших лікарів була загальновідома. Так Катерина II згадує про те, що в молодості данцігський кат лікував їй хребет, тобто, виконував роботу мануального терапевта.